# Gran Premio motociclistico della Malesia 2004
Il Gran Premio motociclistico della Malesia 2004 corso il 10 ottobre, è stato il quattordicesimo Gran Premio della stagione 2004  e ha visto vincere la Yamaha di Valentino Rossi nella classe MotoGP, Daniel Pedrosa nella 250 e Casey Stoner nella 125.
Con il secondo posto al termine della gara, l'italiano Andrea Dovizioso si aggiudica matematicamente il titolo mondiale della classe 125; nella stessa classe, l'australiano Stoner porta al successo per la prima volta in una gara del motomondiale la casa austriaca KTM.

## MotoGP

### Arrivati al traguardo
| Pos. | Nº | Pilota            | Squadra                   | Motocicletta       | Giri | Tempo     | Griglia | Punti |
| ---- | -- | ----------------- | ------------------------- | ------------------ | ---- | --------- | ------- | ----- |
| 1º   | 46 | Valentino Rossi   | Gauloises Fortuna Yamaha  | Yamaha YZR-M1      | 21   | 43:29.146 | 1       | 25    |
| 2º   | 3  | Max Biaggi        | Camel Honda               | Honda RC211V       | 21   | +3.666    | 7       | 20    |
| 3º   | 4  | Alex Barros       | Repsol Honda              | Honda RC211V       | 21   | +9.299    | 2       | 16    |
| 4º   | 69 | Nicky Hayden      | Repsol Honda              | Honda RC211V       | 21   | +19.069   | 6       | 13    |
| 5º   | 6  | Makoto Tamada     | Camel Honda               | Honda RC211V       | 21   | +21.155   | 5       | 11    |
| 6º   | 65 | Loris Capirossi   | Ducati Marlboro           | Ducati Desmosedici | 21   | +21.268   | 11      | 10    |
| 7º   | 15 | Sete Gibernau     | Telefonica Movistar Honda | Honda RC211V       | 21   | +21.881   | 4       | 9     |
| 8º   | 56 | Shin'ya Nakano    | Kawasaki Racing           | Kawasaki ZX-RR     | 21   | +22.167   | 3       | 8     |
| 9º   | 7  | Carlos Checa      | Gauloises Fortuna Yamaha  | Yamaha YZR-M1      | 21   | +23.150   | 9       | 7     |
| 10º  | 12 | Troy Bayliss      | Ducati Marlboro           | Ducati Desmosedici | 21   | +32.615   | 14      | 6     |
| 11º  | 5  | Colin Edwards     | Telefonica Movistar Honda | Honda RC211V       | 21   | +33.958   | 12      | 5     |
| 12º  | 17 | Norick Abe        | Fortuna Gauloises Tech 3  | Yamaha YZR-M1      | 21   | +44.302   | 16      | 4     |
| 13º  | 11 | Rubén Xaus        | D’Antin MotoGP            | Ducati Desmosedici | 21   | +55.235   | 15      | 3     |
| 14º  | 71 | Yukio Kagayama    | Suzuki MotoGP             | Suzuki GSV-R       | 21   | +1:09.580 | 20      | 2     |
| 15º  | 99 | Jeremy McWilliams | MS Aprilia Racing         | Aprilia RS Cube    | 21   | +1:10.376 | 18      | 1     |
| 16º  | 24 | Garry McCoy       | MS Aprilia Racing         | Aprilia RS Cube    | 21   | +1:16.134 | 19      |       |
| 17º  | 9  | Nobuatsu Aoki     | Proton Team KR            | Proton KR5         | 21   | +1:55.097 | 21      |       |
| 18º  | 77 | James Ellison     | WCM                       | Harris WCM         | 20   | +1 giro   | 23      |       |
| 19º  | 41 | Yōichi Ui         | WCM                       | Harris WCM         | 20   | +1 giro   | 24      |       |

### Ritirati
| Nº | Pilota         | Squadra                  | Motocicletta       | Giri | Griglia |
| -- | -------------- | ------------------------ | ------------------ | ---- | ------- |
| 33 | Marco Melandri | Fortuna Gauloises Tech 3 | Yamaha YZR-M1      | 9    | 10      |
| 36 | James Haydon   | Proton Team KR           | Proton KR5         | 8    | 22      |
| 66 | Alex Hofmann   | Kawasaki Racing          | Kawasaki ZX-RR     | 7    | 13      |
| 50 | Neil Hodgson   | D’Antin MotoGP           | Ducati Desmosedici | 6    | 17      |
| 21 | John Hopkins   | Suzuki MotoGP            | Suzuki GSV-R       | 2    | 8       |

## Classe 250

### Arrivati al traguardo
| Pos. | Nº | Pilota            | Squadra                     | Motocicletta | Giri | Tempo     | Griglia | Punti |
| ---- | -- | ----------------- | --------------------------- | ------------ | ---- | --------- | ------- | ----- |
| 1º   | 26 | Daniel Pedrosa    | Telefonica Movistar Honda   | Honda        | 20   | 43:03.507 | 2       | 25    |
| 2º   | 19 | Sebastián Porto   | Repsol - Aspar              | Aprilia      | 20   | +13.513   | 1       | 20    |
| 3º   | 24 | Toni Elías        | Fortuna Honda               | Honda        | 20   | +13.585   | 5       | 16    |
| 4º   | 51 | Alex De Angelis   | Aprilia Racing              | Aprilia      | 20   | +25.027   | 4       | 13    |
| 5º   | 7  | Randy de Puniet   | Safilo Carrera - LCR        | Aprilia      | 20   | +49.978   | 3       | 11    |
| 6º   | 21 | Franco Battaini   | Campetella Racing           | Aprilia      | 20   | +1:02.582 | 9       | 10    |
| 7º   | 10 | Fonsi Nieto       | Repsol - Aspar              | Aprilia      | 20   | +1:02.670 | 7       | 9     |
| 8º   | 9  | Hugo Marchand     | Freesoul Abruzzo Racing     | Aprilia      | 20   | +1:09.360 | 12      | 8     |
| 9º   | 57 | Chaz Davies       | Aprilia Germany             | Aprilia      | 20   | +1:09.492 | 18      | 7     |
| 10º  | 8  | Naoki Matsudo     | UGT Kurz                    | Yamaha       | 20   | +1:20.994 | 17      | 6     |
| 11º  | 25 | Alex Baldolini    | Matteoni Racing             | Aprilia      | 20   | +1:25.105 | 16      | 5     |
| 12º  | 28 | Dirk Heidolf      | Grefusa - Aspar             | Aprilia      | 20   | +1:28.030 | 21      | 4     |
| 13º  | 33 | Héctor Faubel     | Grefusa - Aspar             | Aprilia      | 20   | +1:30.746 | 20      | 3     |
| 14º  | 96 | Jakub Smrž        | Molenaar Racing             | Honda        | 20   | +1:31.221 | 15      | 2     |
| 15º  | 16 | Johan Stigefelt   | Aprilia Germany             | Aprilia      | 20   | +1:31.561 | 19      | 1     |
| 16º  | 37 | Marcellino Lucchi | MS Aprilia                  | Aprilia      | 20   | +1:32.219 | 13      |       |
| 17º  | 52 | David de Gea      | Wurth Honda BQR             | Honda        | 20   | +1:43.502 | 22      |       |
| 18º  | 11 | Joan Olivé        | Campetella Racing           | Aprilia      | 20   | +1:48.609 | 24      |       |
| 19º  | 42 | Grégory Leblanc   | Equipe GP de France - Scrab | Aprilia      | 20   | +1:48.812 | 25      |       |
| 20º  | 43 | Radomil Rous      | UGT Kurz                    | Yamaha       | 20   | +2:07.022 | 27      |       |

### Ritirati
| Nº | Pilota           | Squadra                     | Motocicletta | Giri | Griglia |
| -- | ---------------- | --------------------------- | ------------ | ---- | ------- |
| 73 | Hiroshi Aoyama   | Telefonica Movistar Honda   | Honda        | 15   | 6       |
| 6  | Alex Debón       | Wurth Honda BQR             | Honda        | 9    | 11      |
| 44 | Tarō Sekiguchi   | NC World Trade              | Yamaha       | 5    | 26      |
| 14 | Anthony West     | Freesoul Abruzzo Racing     | Aprilia      | 0    | 8       |
| 2  | Roberto Rolfo    | Fortuna Honda               | Honda        | 0    | 10      |
| 36 | Erwan Nigon      | Equipe GP de France - Scrab | Aprilia      | 0    | 14      |
| 50 | Sylvain Guintoli | Campetella Racing           | Aprilia      | 0    | 23      |

### Non qualificati
| Nº | Pilota         | Squadra                     | Motocicletta |
| -- | -------------- | --------------------------- | ------------ |
| 88 | Gergő Talmácsi | NC World Trade              | Yamaha       |
| 17 | Klaus Nöhles   | Castrol-Honda Kiefer Racing | Honda        |

## Classe 125

### Arrivati al traguardo
| Pos. | Nº | Pilota             | Squadra              | Motocicletta | Giri | Tempo     | Griglia | Punti |
| ---- | -- | ------------------ | -------------------- | ------------ | ---- | --------- | ------- | ----- |
| 1º   | 27 | Casey Stoner       | Red Bull KTM         | KTM          | 19   | 43:10.360 | 3       | 25    |
| 2º   | 34 | Andrea Dovizioso   | Kopron Team Scot     | Honda        | 19   | +0.029    | 1       | 20    |
| 3º   | 19 | Álvaro Bautista    | Seedorf Racing       | Aprilia      | 19   | +6.547    | 13      | 16    |
| 4º   | 15 | Roberto Locatelli  | Safilo Carrera - LCR | Aprilia      | 19   | +11.579   | 7       | 13    |
| 5º   | 32 | Fabrizio Lai       | Metis Gilera Racing  | Gilera       | 19   | +17.136   | 10      | 11    |
| 6º   | 10 | Julián Simón       | Angaia Racing        | Honda        | 19   | +17.146   | 15      | 10    |
| 7º   | 54 | Mattia Pasini      | Safilo Carrera - LCR | Aprilia      | 19   | +24.985   | 17      | 9     |
| 8º   | 14 | Gábor Talmácsi     | Semprucci Malaguti   | Malaguti     | 19   | +25.057   | 11      | 8     |
| 9º   | 23 | Gino Borsoi        | Globet.com Racing    | Aprilia      | 19   | +25.262   | 18      | 7     |
| 10º  | 21 | Steve Jenkner      | Rauch Bravo          | Aprilia      | 19   | +26.905   | 16      | 6     |
| 11º  | 12 | Thomas Lüthi       | Elit Grand Prix      | Honda        | 19   | +36.819   | 19      | 5     |
| 12º  | 33 | Sergio Gadea       | Master - Repsol      | Aprilia      | 19   | +45.558   | 23      | 4     |
| 13º  | 26 | Dario Giuseppetti  | Elit Grand Prix      | Honda        | 19   | +47.997   | 26      | 3     |
| 14º  | 50 | Andrea Ballerini   | Abruzzo Racing       | Aprilia      | 10   | +48.441   | 22      | 2     |
| 15º  | 62 | Toshihisa Kuzuhara | Angaia Racing        | Honda        | 19   | +1:06.926 | 28      | 1     |
| 16º  | 28 | Jordi Carchano     | Matteoni Racing      | Aprilia      | 19   | +1:18.854 | 32      |       |
| 17º  | 63 | Mike Di Meglio     | Globet.com Racing    | Aprilia      | 19   | +1:18.898 | 24      |       |
| 18º  | 25 | Imre Tóth          | Team Hungary         | Aprilia      | 19   | +1:24.061 | 29      |       |
| 19º  | 16 | Raymond Schouten   | Molenaar Racing      | Honda        | 19   | +1:27.129 | 33      |       |
| 20º  | 45 | Lorenzo Zanetti    | Sterilgarda Racing   | Aprilia      | 16   | +3 giri   | 27      |       |

### Ritirati
| Nº | Pilota           | Squadra                  | Motocicletta | Giri | Griglia |
| -- | ---------------- | ------------------------ | ------------ | ---- | ------- |
| 66 | Vesa Kallio      | Team Hungary             | Aprilia      | 17   | 30      |
| 42 | Gioele Pellino   | Abruzzo Racing           | Aprilia      | 15   | 25      |
| 47 | Ángel Rodríguez  | Caja Madrid Derbi Racing | Derbi        | 10   | 21      |
| 48 | Jorge Lorenzo    | Caja Madrid Derbi Racing | Derbi        | 8    | 5       |
| 31 | Max Sabbatani    | Ajo Motorsport           | Honda        | 8    | 34      |
| 9  | Markéta Janáková | Angaia Racing            | Honda        | 7    | 35      |
| 6  | Mirko Giansanti  | Matteoni Racing          | Aprilia      | 5    | 9       |
| 8  | Manuel Manna     | Semprucci Malaguti       | Malaguti     | 3    | 31      |
| 7  | Stefano Perugini | Metis Gilera Racing      | Gilera       | 2    | 12      |
| 58 | Marco Simoncelli | Rauch Bravo              | Aprilia      | 2    | 4       |
| 22 | Pablo Nieto      | Master - Repsol          | Aprilia      | 2    | 8       |
| 3  | Héctor Barberá   | Seedorf Racing           | Aprilia      | 1    | 2       |
| 36 | Mika Kallio      | Red Bull KTM             | KTM          | 1    | 6       |
| 52 | Lukáš Pešek      | Ajo Motorsport           | Honda        | 1    | 20      |
| 24 | Simone Corsi     | Kopron Team Scot         | Honda        | 0    | 14      |